# Власть (фильм, 2018)
«Власть» (англ. Vice) — американский фильм-трагикомедия режиссёра и сценариста Адама Маккея с Кристианом Бейлом, Эми Адамс, Стивом Кареллом и Сэмом Рокуэллом в главных ролях.
Премьера в США состоялась 25 декабря 2018 года. В российский прокат фильм вышел 21 февраля 2019 года. 

6 января 2019 года на 76-й церемонии вручения наград Голливудской ассоциации иностранной прессы «Золотой глобус» Кристиан Бейл за исполнение главной роли Дика Чейни вышел на сцену за наградой в категории «Лучший актёр — комедия или мюзикл», а сам фильм был представлен в ещё пяти категориях. 

22 января 2019 года картина была представлена в восьми категориях на 91-й церемонии вручения награды Американской академии «Оскар», включая «Лучший фильм», «Лучший актёр» (Кристиан Бейл), «Лучший актёр второго плана» (Сэм Рокуэлл), «Лучшая актриса второго плана» (Эми Адамс), «Лучшая режиссура» и «Лучший оригинальный сценарий» (Адам Маккей), в результате удостоившись лишь одной награды — за «Лучший грим и прически». 

Бейл и Адамс также были представлены в соответствующих категориях на 25-й церемонии вручения наград Американской Гильдии киноактёров. 

Кинокартина также была представлена в шести категориях на 72-й церемонии вручения наград Британской академии «BAFTA», одержав победу в категории «Лучший монтаж».

## Сюжет
В роли рассказчика выступает Курт, рядовой американец. Фильм начинается с совещания высших руководителей США под руководством вице-президента Дика Чейни в ходе атаки на США 11 сентября 2001 года. Чейни настаивает, чтобы президент США оставался на борту своего самолёта и хладнокровно приказывает министру обороны сбивать все неопознанные самолёты.
Вайоминг 1963 года. Дорожная полиция задерживает машину, за рулём которой находится вдребезги пьяный 22-летний электромонтёр Дик Чейни. Его жена Линн ставит вопрос о пьянках Чейни ребром. Тот обещает, что возьмётся за ум.
Спустя пять лет после окончания университета штата Чейни попадает на стажировку в Конгресс США. Его патроном становится конгрессмен-республиканец Дональд Рамсфелд. Чейни перебирается в Белый дом, где убеждается в могуществе исполнительной власти. После отставки Никсона Рамсфелд становится министром обороны в кабинете президента Форда, а Чейни — главой аппарата Белого дома. Молодой юрист Антонин Скалиа рассказывает Чейни об унитарной теории власти, согласно которой президент может обладать всей полнотой власти.
С приходом к власти президента-демократа Картера блестящая карьера рушится; Чейни буквально вынужден начать с нуля. Баллотируясь в Конгресс США от штата Вайоминг, он переносит микроинфаркт, но его супруга Линн блестяще справляется с завершением избирательной кампании заболевшего мужа. Чейни становится лидером республиканцев в Конгрессе, ему удаётся умело манипулировать общественным мнением, продвигая требования своих хозяев. К власти приходит Рейган, а затем Буш-старший, что усиливает позиции Чейни. Он становится министром обороны в ходе войны в Персидском заливе.
Неожиданно младшая дочь Дика Чейни Мэри признаётся, что она лесбиянка. Чтобы оградить дочь от назойливого внимания прессы, Чейни решает уйти в частную сферу. Практически весь срок президентства демократа Клинтона он занимает пост главного исполнительного директора нефтяной компании Halliburton. Фальшивый эпилог показывает, что Чейни мирно проживает в кругу семьи, ведя подчёркнуто здоровый образ жизни. Политика остаётся в прошлом.
Вчерашняя паршивая овца в семействе Бушей, Джордж Буш-младший, неожиданно выигравший праймериз, приглашает Чейни баллотироваться вместе с ним на пост вице-президента США. Дик поначалу отказывается, но затем даёт согласие, выговаривая себе с виду малозначимые условия, благодаря которым после победы Буша сосредоточивает в своих руках едва ли не всю полноту власти. Его люди занимают ключевые посты, для Чейни выделяются кабинеты во всех центрах реального управления страной: в Конгрессе, Пентагоне, штаб-квартире ЦРУ и т. д. После атак 11 сентября Чейни подталкивает США к нападению на Ирак и Афганистан, что позволяет американским нефтяным компаниям установить контроль над иракской нефтью. Цены на акции Halliburton вырастают в пять раз.
Рассказчик Курт погибает под колёсами автомобиля, его сердце пересаживают Чейни. Старшая дочь Чейни Лиз выдвигает свою кандидатуру в Сенат США. Её позиция против однополых браков вызывает разрыв с семьёй младшей дочери Мэри, открытой лесбиянки. С приходом к власти демократа Обамы Чейни уходит на пенсию, заявляя, что ни о чём не сожалеет.

## В ролях
- Кристиан Бейл — Дик Чейни
- Эми Адамс — Линн Чейни
- Стив Карелл — Дональд Рамсфелд
- Сэм Рокуэлл — Джордж Уокер Буш
- Элисон Пилл — Мэри Чейни
- Лили Рэйб — Элизабет Чейни
- Тайлер Перри — Колин Пауэлл
- Джастин Кирк — Скутер Либби[7]
- Лиза Гэй Хэмилтон — Кондолиза Райс
- Шей Уигем — Уэйн Винсент
- Эдди Марсан — Пол Вулфовиц
- Джесси Племонс — Курт, рассказчик
- Стефания Оуэн — Джоан, рассказчица (голос)
- Адам Бэртли — Фрэнк Лунтц
- Кирк Бовилл — Генри Киссинджер
- Джиллиан Арменанте — Карен Хьюз
- Билл Кэмп — Джеральд Форд
- Дон Макманус[англ.] — Дэвид Аддингтон[англ.]
- Стивен Адли Гиргис[англ.] — Джордж Тенет
- Камилла Джеймс Харман — Мэри Маталин[англ.]
- Мэттью Джейкобс[англ.] — Антонин Грегори Скалиа
- Роберт Л. Хьюз — судья Уоррен Эрл Бёргер
- Майкл Рейли Бёрк — Дэвид Гриббин
- Пол Перри — Трент Лотт
- Джош Латцер — агент секретной службы
- Джефф Босли — агент секретной службы
- Скотт Кристофер — маршал
- Амир Малаклу — заключённый
- Эдвард Флетчер — сенатор-демократ
- Алекс Макниколл — юный Дик Чейни
- Эйдан Гэйл — юный Дик Чейни
- Кейли Спейни — юная Линн Чейни
- Каролина Кеннеди Дарренс — юная Линн Чейни
- Вайолет Хикс — юная Лиз Чейни
- Брэндон Скленар — Бобби Прентейс
- Кейси Сандер[англ.] — старожил

## Производство
22 ноября 2016 года было объявлено, что Paramount Pictures приобрела права на экранизацию истории Дика Чейни, который был исполнительным директором Halliburton, а стал, по всеобщему мнению, самым влиятельным вице-президентом в истории Америки. Также стало известно, что сценарий к комедии напишет Адам Маккей, он же станет режиссёром проекта. Продюсерами выступят Брэд Питт, Деде Гарднер, Джереми Клейнер, Адам Маккей и его партнеры по продюсерской компании Gary Sanchez Productions Уилл Феррелл и Кевин Мессик. В апреле 2017 Кристиан Бейл был выбран на роль Дика Чейни. Чтобы соответствовать образу, Кристиан Бейл поправился на 30 фунтов (~13 килограмм). 22 августа было анонсировано, что Билл Пуллман исполнил роль Нельсона Рокфеллера в фильме под названием «Backseat» (сначала картину назвали так). 31 августа к касту добавились Сэм Рокуэлл, чтобы исполнить роль Джорджа Буша младшего, и Стефания Оуэн. В сентябре 2017 года к актёрскому составу фильма добавился Адам Бартли.
Основное производство фильма «Власть» началось в конце сентября 2017 года. В октябре к касту присоединились Тайлер Перри и Лили Рэйб, чтобы исполнить роли Колина Пауэлл и Элизабет Чейни соответственно.

## Релиз
Выход фильма в США состоялся 25 декабря 2018 года. Ранее выход фильма был намечен на 14 декабря 2018 года. В российский прокат фильм вышел 21 февраля 2019 года.

## Маркетинг
Оригинальный трейлер фильма «Власть» стал доступен к просмотру в сети в начале октября 2018 года, его локализованная версия — в середине ноября.

## Принятие

### Критика
Фильм получил одни из наиболее поляризованных отзывов критиков среди тех, что когда-либо были номинированы на премию «Оскар» в категории «Лучший фильм». На сайте Rotten Tomatoes фильм имеет рейтинг 65 % на основе 368 рецензий критиков со средней оценкой 6,6 из 10. На сайте Metacritic фильм получил оценку 61 из 100 на основе 53 рецензий, что соответствует статусу «в целом положительные отзывы».

### Награды и номинации
| Список наград и номинаций      | Список наград и номинаций | Список наград и номинаций                | Список наград и номинаций                                    | Список наград и номинаций | Список наград и номинаций |
| Кинофестиваль/Кинопремия       | Год                       | Категория                                | Номинант(ы)                                                  | Результат                 | Прим.                     |
| ------------------------------ | ------------------------- | ---------------------------------------- | ------------------------------------------------------------ | ------------------------- | ------------------------- |
| «Оскар»                        | 2019                      | Лучший фильм                             | Деде Гарднер, Джереми Клейнер, Адам Маккей, Кевин Дж. Мессик | Номинация                 |                           |
| «Оскар»                        | 2019                      | Лучший режиссёр                          | Адам Маккей                                                  | Номинация                 |                           |
| «Оскар»                        | 2019                      | Лучшая мужская роль                      | Кристиан Бейл                                                | Номинация                 |                           |
| «Оскар»                        | 2019                      | Лучшая мужская роль второго плана        | Сэм Рокуэлл                                                  | Номинация                 |                           |
| «Оскар»                        | 2019                      | Лучшая женская роль второго плана        | Эми Адамс                                                    | Номинация                 |                           |
| «Оскар»                        | 2019                      | Лучший оригинальный сценарий             | Адам Маккей                                                  | Номинация                 |                           |
| «Оскар»                        | 2019                      | Лучший монтаж                            | Хэнк Коруин                                                  | Номинация                 |                           |
| «Оскар»                        | 2019                      | Лучший грим и причёски                   | Грег Кэнном, Кейт Биско, Патриция Дехани                     | Победа                    |                           |
| «Золотой глобус»               | 2019                      | Лучший фильм — комедия или мюзикл        |                                                              | Номинация                 |                           |
| «Золотой глобус»               | 2019                      | Лучший режиссёр                          | Адам Маккей                                                  | Номинация                 |                           |
| «Золотой глобус»               | 2019                      | Лучшая мужская роль — комедия или мюзикл | Кристиан Бейл                                                | Победа                    |                           |
| «Золотой глобус»               | 2019                      | Лучшая мужская роль второго плана        | Сэм Рокуэлл                                                  | Номинация                 |                           |
| «Золотой глобус»               | 2019                      | Лучшая женская роль второго плана        | Эми Адамс                                                    | Номинация                 |                           |
| «Золотой глобус»               | 2019                      | Лучший сценарий                          | Адам Маккей                                                  | Номинация                 |                           |
| BAFTA                          | 2019                      | Лучшая мужская роль                      | Кристиан Бейл                                                | Номинация                 |                           |
| BAFTA                          | 2019                      | Лучшая мужская роль второго плана        | Сэм Рокуэлл                                                  | Номинация                 |                           |
| BAFTA                          | 2019                      | Лучшая женская роль второго плана        | Эми Адамс                                                    | Номинация                 |                           |
| BAFTA                          | 2019                      | Лучший оригинальный сценарий             | Адам Маккей                                                  | Номинация                 |                           |
| BAFTA                          | 2019                      | Лучший монтаж                            | Хэнк Коруин                                                  | Победа                    |                           |
| BAFTA                          | 2019                      | Лучший грим и причёски                   | Кейт Биско, Грег Кэнном, Патриция Дехани, Крис Галлахер      | Номинация                 |                           |
| Выбор критиков                 | 2019                      | Лучший фильм                             |                                                              | Номинация                 |                           |
| Выбор критиков                 | 2019                      | Лучший режиссёр                          | Адам Маккей                                                  | Номинация                 |                           |
| Выбор критиков                 | 2019                      | Лучшая мужская роль                      | Кристиан Бейл                                                | Победа                    |                           |
| Выбор критиков                 | 2019                      | Лучшая женская роль второго плана        | Эми Адамс                                                    | Номинация                 |                           |
| Выбор критиков                 | 2019                      | Лучший комедийный актёр                  | Кристиан Бейл                                                | Победа                    |                           |
| Выбор критиков                 | 2019                      | Лучший актёрский состав                  |                                                              | Номинация                 |                           |
| Выбор критиков                 | 2019                      | Лучший оригинальный сценарий             | Адам Маккей                                                  | Номинация                 |                           |
| Выбор критиков                 | 2019                      | Лучший монтаж                            | Хэнк Коруин                                                  | Номинация                 |                           |
| Выбор критиков                 | 2019                      | Лучший грим и причёски                   |                                                              | Победа                    |                           |
| Золотая малина                 | 2019                      | Приз за восстановление репутации         | Тайлер Перри                                                 | Номинация                 |                           |
| Премия Гильдии киноактёров США | 2019                      | Лучшая мужская роль                      | Кристиан Бейл                                                | Номинация                 |                           |
| Премия Гильдии киноактёров США | 2019                      | Лучшая женская роль второго плана        | Эми Адамс                                                    | Номинация                 |                           |
| Премия Гильдии режиссёров США  | 2019                      | Лучший режиссёр                          | Адам Маккей                                                  | Номинация                 |                           |
| Премия Гильдии продюсеров США  | 2019                      | Лучший фильм                             | Деде Гарднер, Джереми Клейнер, Кевин Дж. Мессик, Адам Маккей | Номинация                 |                           |
| Премия Гильдии сценаристов США | 2019                      | Лучший оригинальный сценарий             | Адам Маккей                                                  | Номинация                 |                           |
| Премия Гильдии сценаристов США | 2019                      | Почётная награда имени Пола Сельвина     | Адам Маккей                                                  | Победа                    |                           |